# У кожного своя ніч
«У кожного своя ніч» (фр. Chacun sa nuit) — франко-данський фільм-драма 2006 року, поставлений режисерами Паскалем Арнольдом та Жан-Марком Барром.

## Сюжет
П'єр і Люсі — брат і сестра, вони студенти і члени рок-групи, створеної разом з їхніми друзями дитинства Себастьєном, Ніколасом і Батистом. Їхнє життя складається з музики і любовних історій. Душею компанії був П'єр; його усі любили й усі до нього тягнулися. Він не гребував спати за гроші з літнім коханцем, був нерозбірливий у зв'язках — спав з усіма, влаштовував груповий секс, секс утрьох. Але найбільше його приваблювали хлопці. П'єр хотів купити собі мотоцикл і Люсі, що з дитячих років перебувала в шоці від смерті батька в результаті аварії на мотоциклі, боялася, що з братом могло щось трапитися.
Незабаром після того, як П'єр зник, його тіло зі слідами чужої сперми на одязі було знайдено поліцією: хтось забив хлопця до смерті. Поліція починає розслідування, але Люсі за допомогою друзів вирішує самостійно з'ясувати, хто убив її брата.

## У ролях
| Ліззі Брошре     | ···· | Люсі              |
| Артур Дюпон      | ···· | П'єр              |
| Гійом Баше       | ···· | Ніколас           |
| П'єр Перр'є      | ···· | Себастьєн         |
| Ніколас Ноле     | ···· | Батист            |
| Валері Мересс    | ···· | Аньєс             |
| Карл Едрард      | ···· | Поль              |
| Матьє Бужена     | ···· | Дам'єн            |
| Жан-Крістоф Буве | ···· | Вінсент Сільве́р   |
| П'єр Безьє       | ···· | лейтенант поліції |
| Гійом Гуї        | ···· | скінхед           |